# Коломбо
Коло́мбо (синг. කොළඹ [ˈkəlɐmbɞ], там. கொழும்பு [koɻumbu]) — крупнейший город Шри-Ланки, часто неофициально называемый её столицей. Расположен в Западной провинции, в округе Коломбо. Население — 752 993 жителя (2011), население Большого Коломбо (включающего также крупные города Моратува, Дехивала-Маунт-Лавиния и Шри-Джаяварденепура-Котте — столицу страны) — 5 648 000 человек.

## Этимология
По разным версиям, название города происходит от синг. කොල-අඹ-තොට Kola-amba-thota — «гавань с деревьями манго», либо от синг. කොලොන් තොට Kolon thota — «гавань на реке Келани». Также существует старинная версия о существовании исконно сингальского слова korumbu, означавшего «порт, пристань».

## История
Арабские, китайские, римские купцы посещали гавань Коломбо более 2000 лет назад. В VIII веке здесь надолго обосновались арабы, контролировавшие почти всю морскую торговлю сингальских королевств. Португальцы прибыли сюда в XVI веке и видоизменили название города в честь Христофора Колумба. В следующем столетии, в 1656 году город захватили голландцы, а в 1802 году Коломбо стал столицей британской колонии Цейлон. С 1948 года — столица доминиона Цейлон, с 1972 года — демократической социалистической республики Шри-Ланка. В 1982 году официальная столица была перенесена в Шри-Джаяварденепуру-Котте.

## Климат
Климат Коломбо — субэкваториальный. Коломбо расположен практически на экваторе, и температура воздуха весь год стабильно держится в районе 27 °C. Годовое количество осадков превышает 2400 мм. По-видимому, осадки, как и для всей Шри-Ланки, определяются муссонами (юго-западным — с мая по сентябрь и северо-восточным — с декабря по февраль), а в межмуссонные периоды (март-апрель и октябрь-ноябрь) — морским бризом и циклонами. Поскольку Коломбо расположен в юго-западной части острова, влияние юго-западного муссона значительно сильнее, чем северо-восточного, и осадки в его сезон (среднее значение — 213 мм в месяц) значительно более обильны, чем в сезон северо-восточного муссона (среднее значение — 102 мм в месяц). Месяц май и октябрьско-ноябрьский межмуссонный период для города — самое дождливое время в году. Относительная влажность воздуха в дневное время для Коломбо весь год превышает 70 процентов, а в июне повышается до 90 процентов.
| Показатель | Янв. | Фев. | Март  | Апр.  | Май   | Июнь  | Июль  | Авг.  | Сен.  | Окт.  | Нояб. | Дек.  | Год    |
| --- | ---- | ---- | ----- | ----- | ----- | ----- | ----- | ----- | ----- | ----- | ----- | ----- | ------ |
| Средний суточный максимум, °C | 30   | 31   | 31    | 31    | 31    | 30    | 29    | 29    | 29    | 29    | 29    | 30    | 30     |
| Средняя температура, °C | 26,6 | 26,9 | 27,7  | 28,2  | 28,3  | 28,0  | 27,6  | 27,5  | 27,5  | 27,0  | 26,7  | 26,6  | 27,4   |
| Средний суточный минимум, °C | 23   | 24   | 26    | 26    | 27    | 27    | 27    | 26    | 26    | 26    | 25    | 24    | 26     |
| Норма осадков, мм | 58,2 | 72,8 | 128,0 | 245,6 | 392,4 | 184,9 | 121,9 | 119,5 | 245,4 | 365,4 | 314,4 | 175,3 | 2423,8 |
| Источник: средний максимум и минимум — по weather.com, осадки и средняя температура — статистика за 1961—1990 гг. по данным Департамента переписи и статистики Шри-Ланки |      |      |       |       |       |       |       |       |       |       |       |       |        |

## Инфраструктура
В Коломбо есть глубоководная гавань площадью 250 га, защищённая тремя молами. Рядом с портом расположен деловой центр города, называемый «Форт». Такое название этот район получил вследствие того, что раньше здесь располагалась португальская крепость, охранявшая вход в порт. Ныне Форт — это административные здания, магазины, отели, банки. Коломбо — крупнейший промышленный и культурный центр страны. Развита химическая, текстильная, нефтеперерабатывающая, стекольная, цементная, деревообрабатывающая, кожевенно-обувная промышленность, ювелирное производство. Порт Коломбо — один из крупнейших в Южной Азии. Четвёртое место после индийских портов: Парадип, Нова Шева, Мумбай.

## Районы города
Районы города складывались исторически и порой сильно отличаются друг от друга. В конце XIX века озеро Бейра как бы делило город на две части: примыкающий к порту Форт и районы к югу от озера были населены в основном европейцами, а Петта и другие районы севернее озера занимали кварталы коренного (сингальцев и тамилов) и смешанного населения. В настоящее время Петта остаётся районом ремесленников и мелких торговцев. «Петта» в переводе с тамильского означает «снаружи», то есть снаружи Форта:68. Здесь маленькие закусочные, маленькие магазинчики, узкие улицы. К северу от Петты ныне находится главный промышленный район города: заводы по производству каучука, кокосового масла, чаеразвесочные фабрики. Ещё севернее расположена зона свободной торговли. Один из районов к югу от Форта — Коричные сады, где раньше на самом деле были обширные плантации коричного дерева, заброшенные и превратившиеся в обычный квартал ещё в XIX веке:228. Другой район к югу от Форта — Слейв-Айленд. Название его переводится как «Остров рабов» (англ. Slave Island). Но такое название первоначально дали ему голландцы, поселявшие сюда, в заточении, трудившихся на них рабов во время господства на Цейлоне Голландской Ост-Индской компании (до начала XIX века):69. К югу от Форта вдоль берега тянется эспланада Галле Фейс, которая ещё с конца XIX века служила популярным местом развлечений на открытом воздухе:228. В районе Марадана живут мелкие лавочники и кустари.

## Образование, искусство, религия
В городе имеется университет, несколько колледжей, обсерватория, национальный музей. Множество церквей, мечетей, буддистских и индуистских храмов. На окраине города — два буддийских университета. При университете Коломбо есть астрономическая обсерватория.

## Транспорт
Международный аэропорт имени Соломона Бандаранаике находится в 30 км к северу от Коломбо. Город связан железными дорогами и автотрассами со всеми провинциями страны.
Аэропорт Ратмалана расположен в 15 км к югу от Коломбо. Первый международный аэропорт страны и единственным международным аэропорт до открытия международного аэропорта Бандаранаике в Катунаяке в 1967 году.

## Достопримечательности
- Мечеть Джами Уль Альфар
- Буддийский храм «Гангарамая» (1841)
- Университет (1921)
- Публичная библиотека (1925)
- Парк «Вихарамахадеви» (1865)
- Национальный музей (1877)
- Муниципалитет (1927)
- Галле Фейс (1859)
- Гранд Ориенталь (1875), трёхзвёздочный отель

## Города-побратимы
Коломбо является городом-побратимом следующих городов:
- Санкт-Петербург, Россия (1997)
- Шанхай, КНР (2003)[8]
- Лидс, Великобритания (2008)
- Улан-Батор, Монголия (2012)
- Мале, Мальдивы (2013)[9]